# Église Sainte-Onésime de Donchery
L'église Saint-Onésime est une église consacrée à saint Onésime, patron des serviteurs et des domestiques, située à Donchery, en France.
Cette église est marquée par les différentes périodes de sa construction, du XIIe siècle au XVIIe siècle. De style principalement gothique et gothique flamboyant, elle porte également des empreintes de l'art roman.

## Description

### Extérieur
L' église Saint-Onésime  est un des plus importants édifices en style gothique de la région.
Construite à diverses périodes, l'église possède une tour carrée datant du XIIe siècle. Les fondations sur les côtés datent du XIVe siècle.

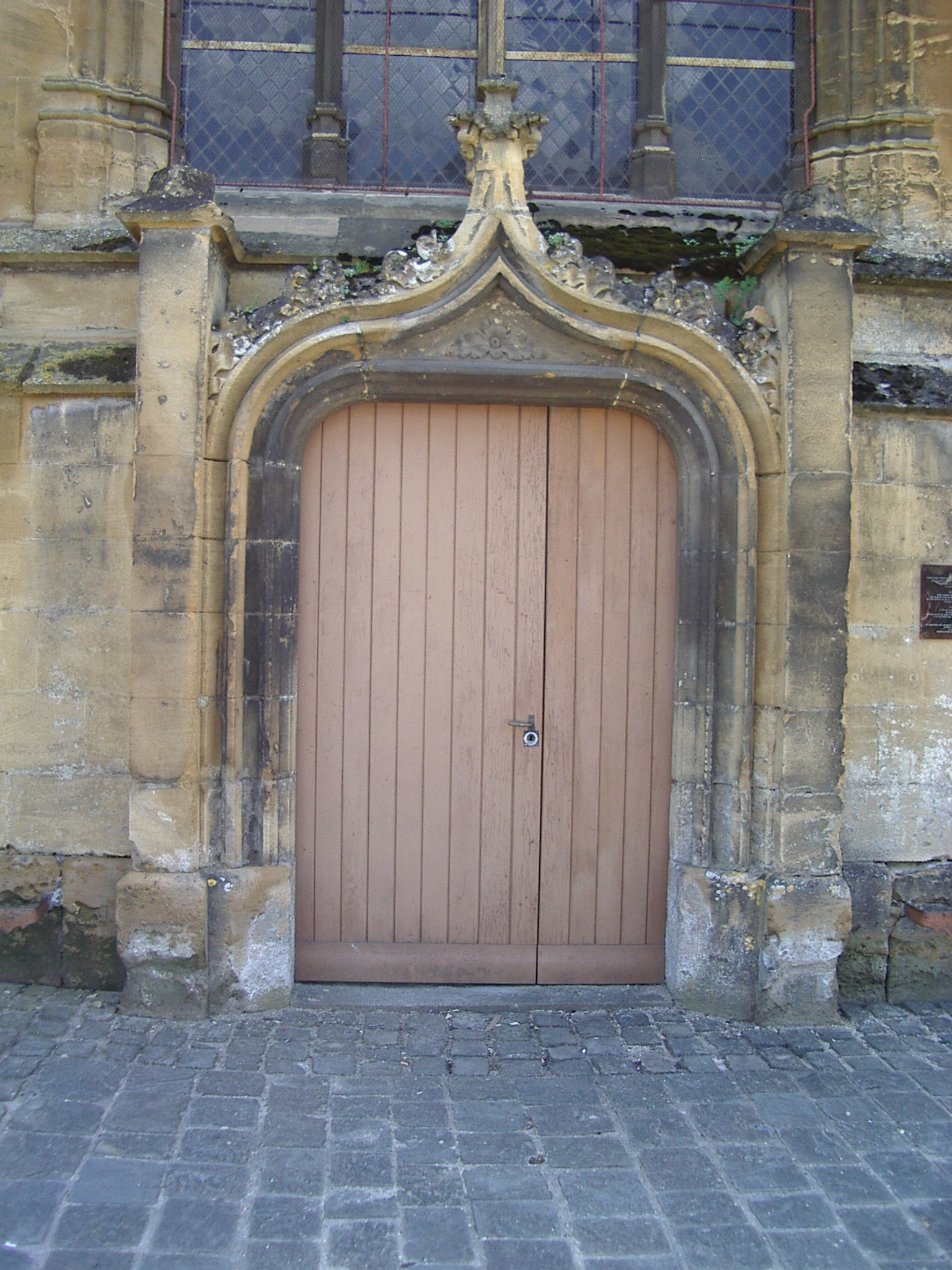
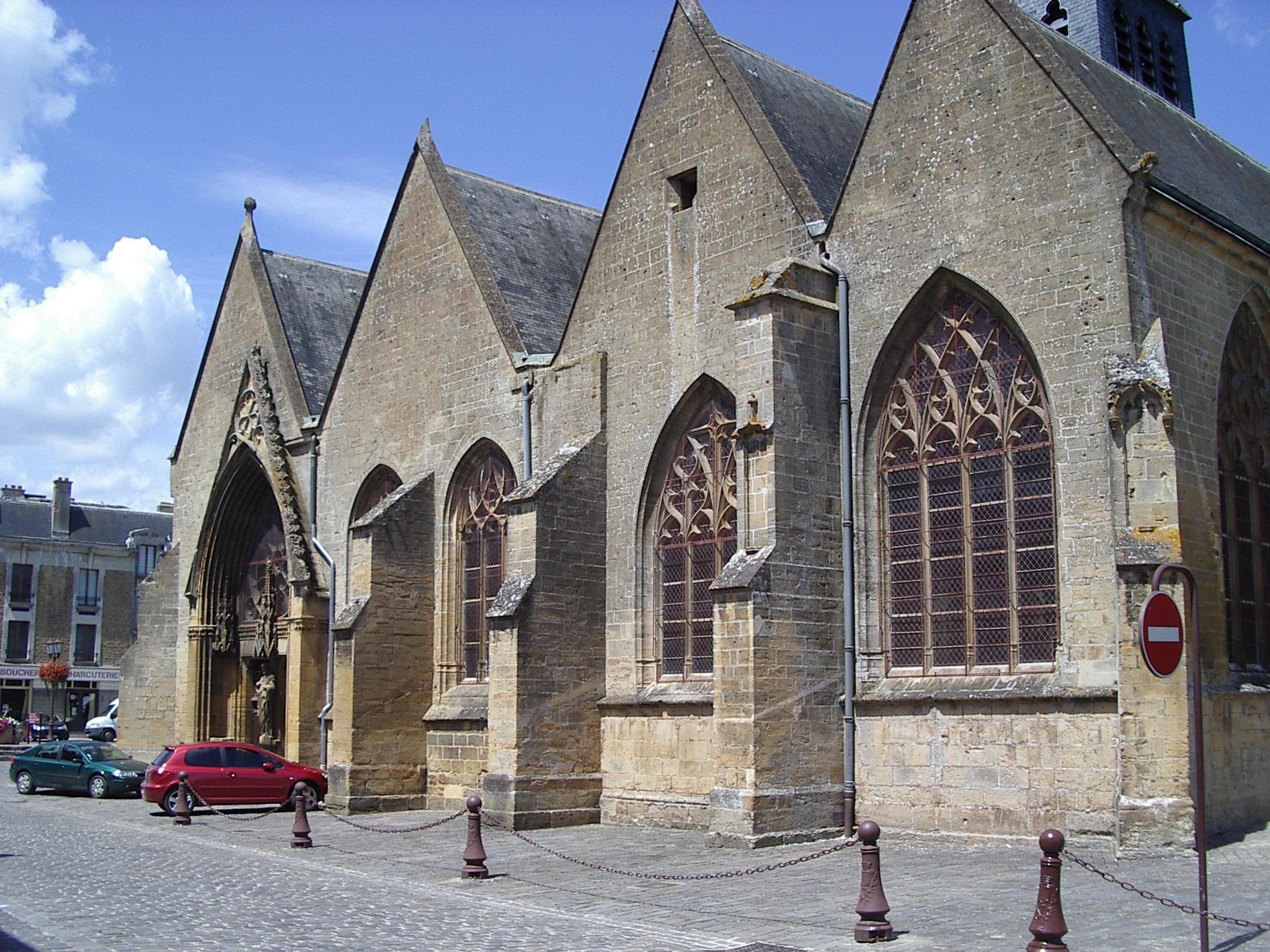
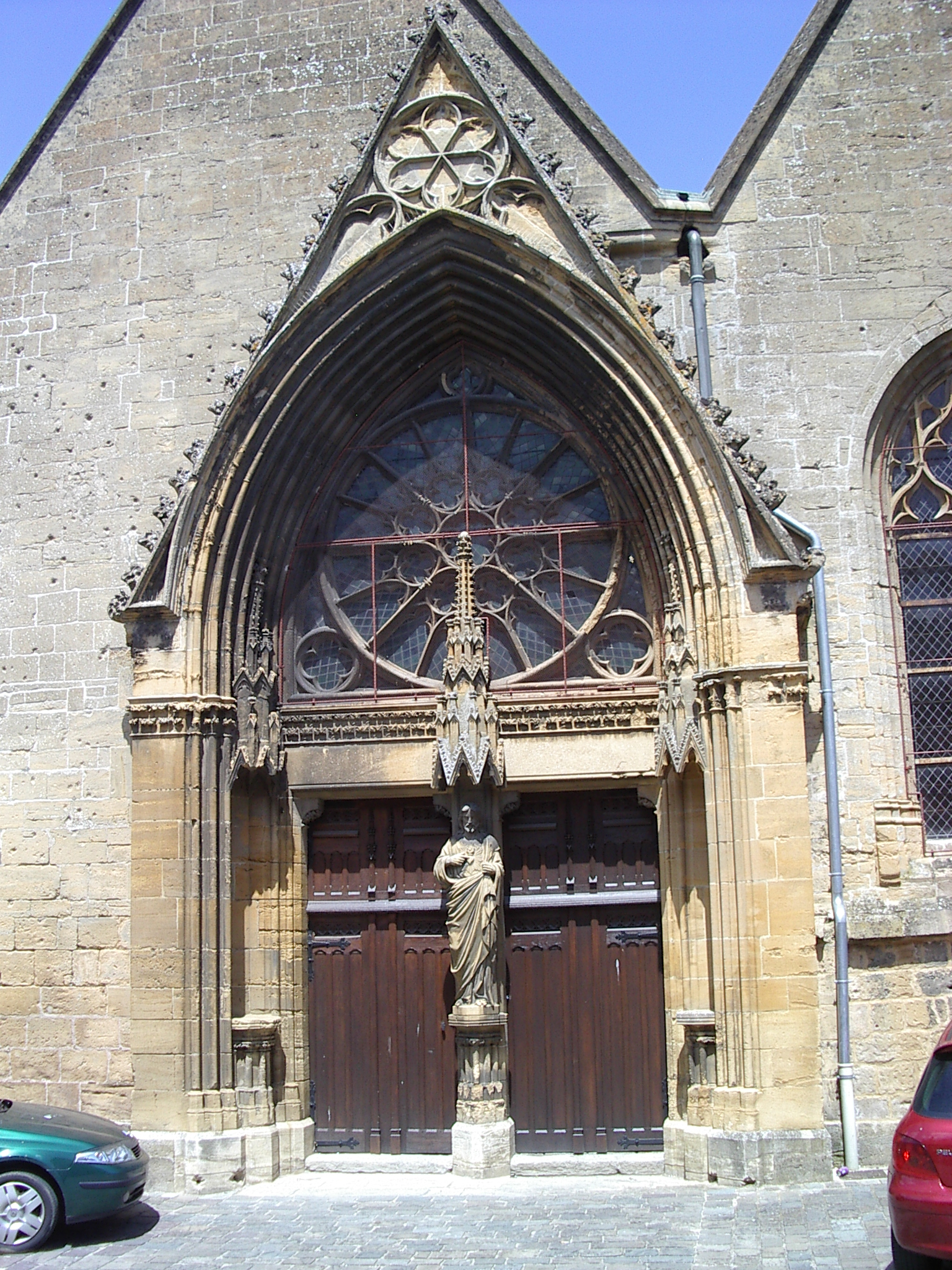

### Intérieur
L'église, flanquée de bas-côtés, comporte une nef et neuf travées dont les deux dernières de chaque côté sont voûtées, en style flamboyant du XVIe siècle.
Le chœur original possède des stalles en bois datant du XVIIe siècle.
La croisée du transept comporte quatre colonnes, elles aussi originales. Les piles sont en faisceau avec des chapiteaux à feuilles légèrement en relief et des tailloirs moulurés faisant le tour des massifs. Ces piles sont caractéristiques du XIIe siècle et de la fin de l'époque romane. Les doubleaux, les formerets et les ogives qui prennent appui sur ces piles sont par contre de style gothique.
Les orgues, quant à eux, datant du XVIe – XVIIe siècle, ont été restaurées, après avoir subi d'importants dommages durant la Seconde Guerre mondiale.
Les verrières en verre transparent à décor géométrique ont été réalisées entre  1978 et 1980 par l'atelier du  verrier Jacques Simon.

## Localisation
L'église est située dans le centre-ville de la commune de Donchery, dans le département français des Ardennes.

## Historique
Jusqu'à la fin du XIIIe siècle av. J.-C., l'église était un prieuré dépendant avec des avoués propres avant que l'avouerie ne soit reprise par les comtes de Rethel et leurs descendants.
De 1771 à 1784, le prieuré est dépendant de l'abbaye de Saint-Médard de Soissons,.
Le clocher de l'église était doté d'une cloche datant de 1358 qui fut prélevée par les Allemands en 1917.
L'édifice est classé au titre des monuments historiques en 1911.

## Le musée statuaire de Donchery
Depuis septembre 2006 est ouvert un musée dans l'ancienne chapelle aussi nommée sacraire, il contient entre autres, une statue en pierre de sainte Germaine de Pibrac du XIXe siècle provenant de l'église de Dancourt, une Barbe et une Catherine en bois du XVIe, un Joseph une Cécile et un Roch en bois du XIXe. Un ensemble d'évêques : Éloi, Nicolas, Remi ainsi qu'un qui n'est pas identifié.